# Hans Krainz
Hans Krainz (13 de maig 1906, Zúric - 20 de maig 1980 ibíd.) va ser un horticultor i botànic suís, reconegut especialista en cactus.

## Vida i obra
Hans Krainz, que es va especialitzar com a jardiner tant en arbres i en arbustos ornamentals, va ser el primer director de la Sukkulenten-Sammlung (Col·lecció de suculentes) de Zúric. Hi va estar actiu fins a la seva jubilació el 1972.
A través de la seva obra, va desenvolupar un gran entusiasme pels cactus i altres suculentes. Ja el 1932 va esdevenir membre de la Societat Alemanya de Cactus. El 1933 va ser elegit president de la Societat Suïssa de Cactus. A la fi de setembre de 1950, a Zuric, va tenir un paper clau en la formació de l'Organització Internacional per a les Suculentes (IOS).
Krainz va ser redactor i editor en cap d'una col·lecció de fulles esparses Die Kakteen (els cactus), que va aparèixer des de 1954 fins a 1975. Entre 1966 i 1970, va realitzar dos viatges d'estudi per visitar els llocs dels cactus als Estats Units i a Mèxic.

## Algunes publicacions
- Die Entwicklung der Kakteenforschung der letzten 20 Jahre und deren Einfluss auf die Liebhaberei, 1940. (El desenvolupament de la recerca de cactus dels últims 20 anys i la seva influència en l'afició)
- «Sukkulentenkunde» a Jahrbücher der Schweizerischen Kakteen-Gesellschaft («La ciència de les plantes suculents» 1947-1963 (editor)
- Aufbau und Pflege einer Kakteensammlung: Artenwahl, Pflegekalender mit wichtigen Hinweisen und kurzen Anleitungen, Winterpflege und Importenbehandlung (en alemany).  Münsingen: B. Fischer, 1953. (Crear i mantenir una col·lecció de cactus: selecció d'espècies, calendari de cura amb referències importants i breus instruccions, l'atenció d'hivern i tractament de les importacions)
- Kakteen: eine Gesamtdarstellung der eingeführten Arten nebst Anzucht- und Pflege-Anweisungen (Cactus: una presentació general de les espècies importades, així com en el cultiu i les instruccions de cura), 1956-1975. (Col·lecció de fulles soltes, sense acabar)
- Sukkulenten (en alemany).  Zürich: Silva-Verlag, 1958.
- Plantes grasses (en francès, traduït de l'alemany).  Zürich: Silva-Verlag, 1958.

## Epònims
Curt Backeberg va nomenar en el seu honor, el gènere Krainzia de la família de les cactàcies.